# Science & Society
Science & Society: A Journal of Marxist Thought and Analysis (Science & Société : Un journal de pensée et d'analyse marxiste) est une revue académique d'érudits marxistes à comité de lecture évaluée par les pairs. Il couvre l'économie, la philosophie des sciences, l'historiographie, les études féministes, la littérature, les arts et d'autres disciplines des sciences sociales d'un point de vue marxiste. Outre la théorie sociale et politique, il inclut des recherches historiques de premier ordre. 

## Histoire
Le journal a été créé en 1936. Il est publié par Guilford Publications. Le rédacteur en chef est David Laibman (en) du Brooklyn College. 

## Résumé et indexation
Le journal est résumé et indexé dans:  
- Alternative Press Index (en)
- America: History and Life (en)
- Book Review Index (en)
- Cambridge Scientific Abstracts (en)
- Current Contents/Social and Behavioural Sciences
- Historical Abstracts (en)
- International Bibliography of Book Reviews of Scholarly Literature in the Humanities and Social Sciences (en)
- International Bibliography of Periodical Literature (en)
- International Bibliography of the Social Sciences (en)
- International Political Science Abstracts (en)
- Political Science Abstracts
- Scopus
- Social Sciences Citation Index
- Social Sciences & Humanities Index.

Selon Journal Citation Reports, le facteur d'impact pour 2013 est de 0,867. 